# Lek & Lär
Lek & Lär, även kallad Flygande Start, är en serie datorspel från Levande Böcker. Syftet med spelen är att man ska ha roligt samtidigt som man lär sig saker. Spelen är svenskdubbade och svensktextade versioner av spelen i "JumpStart"-serien från USA.

## I serien ingår i urval
- Lek & Lär: Minsting[2]
- Lek & Lär: Lekis[3]
- Lek & Lär: Förskolan[4]
- Lek & Lär: Förskolan Husdjursakuten[5]
- Lek & Lär: Skolstart[6]
- Lek & Lär: Första klass/Flygande start Första klass[7]
- Lek & Lär: Andra klass[8][9]
- Flygande start: Tredje klass[10]
- Lek & Lär: Fjärde klass
- Lek & Lär: Tidsresan[11]
- Lek & Lär: Vilda djur[12]
- Lek & Lär: Matte[13]
- Lek & Lär: Spökhuset